# Seznam filmskih režiserjev
Seznam najpomembnejših filmskih in televizijskih režiserjev.

## A
| - Tengis Abuladze - Joe Ahearne - Khwaja Ahmad Abbas - Chantal Akerman - Fatih Akin - Robert Aldrich - Tomás Gutierrez Alea - Irwin Allen - Woody Allen - Pedro Almodóvar - Robert Altman - Julius Amedume | - Alejandro Amenábar - Lindsay Anderson - Paul Thomas Anderson - Theo Angelopoulos - Jean-Jacques Annaud - Edgar Anstey - Michelangelo Antonioni - Vinci Vogue Anžlovar - Michael Apted - Alfonso Arau - Jozef Arkusz | - Gillian Armstrong - Jack Arnold - Darren Aronofsky - Dorothy Arzner - Hal Ashby - Anthony Asquith - Carlos Atanes - Richard Attenborough - Bille August - Tex Avery - John G. Avildsen |

## B
| - Hector Babenco - Lloyd Bacon - Peter Bacso - John Badham - Boris Barnet - Charles T. Barton - Evgenij Bauer - Michael Bay - Warren Beatty - Marco Bellocchio - Roberto Benigni - Robert Benton - Bruce Beresford - Ingmar Bergman - Busby Berkeley | - Bernardo Bertolucci - Luc Besson - Bharathan - Fabián Bielinsky - Alice Guy Blaché - Alessandro Blasetti - Bertrand Blier - Keith Boak - Budd Boetticher - Peter Bogdanovich - Uwe Boll - John Boorman - Eric Bruno Borgman - Frank Borzage | - John Boulting - Roy Boulting - Danny Boyle - Kenneth Branagh - Catherine Breillat - Robert Bresson - Martin Brest - Edwin Brienen - Mel Brooks - James L. Brooks - Matjaž Brumen - Richard Brooks - Clarence Brown - Tod Browning - Luis Buñuel - Tim Burton |

## C
| - Andy Cadiff - James Cameron - Martin Campbell - Jane Campion - Colin Cant - Frank Capra - Marcel Carné - John Carpenter - Rudolph Cartier - John Cassavetes - Nick Cassavetes - Peter Cattaneo - Nuri Bilge Ceylan - Claude Chabrol - Charlie Chaplin - Kaige Chen | - Samson Chiu - Benjamin Christensen - Roger Christian - Al Christie - Charles Christie - Michael Cimino - Souleymane Cissé - René Clair - Bob Clark - Rene Clement - George Clooney - Jean Cocteau - Joel Coen - Ethan Coen - Chris Columbus | - Luigi Comencini - Merian C. Cooper - Francis Ford Coppola - Sofia Coppola - Roger Corman - Don Coscarelli - Kevin Costner - Alex Cox - John Cromwell - David Cronenberg - Cameron Crowe - Alfonso Cuarón - George Cukor - Chris Cunningham - Michael Curtiz - Jan Cvitkovič |

## Č
| - František Čap |

## D
| - Frank Darabont - Julie Dash - Delmar Daves - Terence Davies - Andrew Davis - Jan de Bont - Joe De Grasse - Jean Delannoy - Brian De Palma - Vittorio De Sica - Guillermo Del Toro | - Cecil B. DeMille - Jonathan Demme - Ted Demme - Jacques Demy - Claire Denis - Andre de Toth - Howard Deutch - Danny DeVito - Dean Devlin | - William Dieterle - Andrew Dominik - Roger Donaldson - Richard Donner - Mark Donskoi - Carl Theodor Dreyer - Janez Drozg - Ewald André Dupont - Julien Duvivier - Allan Dwan |

## Đ
| - Branko Đurić Đuro |

## E
| - Clint Eastwood - Blake Edwards - Atom Egoyan | - Sergei Eisenstein - Judit Elek - Roland Emmerich | - Cy Endfield - Nora Ephron |

## F
| - Claude Faraldo - Pierre Falardeau (Kanada) - John Farrow - Rainer Werner Fassbinder - Federico Fellini - Louis Feuillade - Mike Figgis - David Fincher | - Terence Fisher - Robert J. Flaherty - Richard Fleischer - Victor Fleming - Guillaume de Fontenay - John Ford - Milos Forman | - Bob Fosse - John Frankenheimer - Stephen Frears - William Friedkin - Antoine Fuqua - Kinji Fukasaku |

## G
| - Istvan Gaal - Louis J. Gasnier - K. G. George - Pietro Germi - Mel Gibson - Lewis Gilbert - Terry Gilliam | - Jean-Luc Godard - Michel Gondry - Heinosuke Gosho - F. Gary Gray - Peter Greenaway - Jean Gremillon | - D. W. Griffith - Val Guest - John Guillermin - Sacha Guitry |

## H
| - Taylor Hackford - Piers Haggard - Lasse Hallström - Curtis Hanson - Renny Harlin - Hal Hartley - Wojciech Jerzy Has - Henry Hathaway | - Howard Hawks - Brian Helgeland - Monte Hellman - Helmut Herbst - Oliver Hermanus - John Herzfeld - Werner Herzog - George Roy Hill | - Walter Hill - Alfred Hitchcock - Dennis Hopper - Ron Howard - John Hughes - John Huston |

## I
| - Kon Ichikawa - Shôhei Imamura | - Rex Ingram - Otar Iosseliani | - Joris Ivens - James Ivory |

## J
| - Peter Jackson - Wanda Jakubowska - Miklós Jancsó - Derek Jarman | - Jim Jarmusch - Patty Jenkins - Norman Jewison - Jean-Pierre Jeunet | - Clark Johnson - Spike Jonze - Neil Jordan - Edward José - Otar Joseliani - Rupert Julian |

## K
| - Mihail Kalatozov - Kevin Kangas - Raj Kapoor - Roman Karmen - Lawrence Kasdan - Mathieu Kassovitz - Philip Kaufman - Aki Kaurismäki - Helmut Käutner - Jerzy Kawalerowicz - Tony Kaye - Elia Kazan | - Buster Keaton - William Keighley - Gene Kelly - Richard Kelly - Krzysztof Kieslowski - Henry King - Keisuke Kinoshita - Teinosuke Kinugasa - Ryuhei Kitamura - Takeshi Kitano - Gerhard Klein - Elem Klimov | - Matjaž Klopčič - Alexander Korda - Zoltan Korda - Hirokazu Koreeda - Henry Koster - Jan Kounen - Stanley Kubrick - George Kuchar - Roger Kumble - Akira Kurosava - Emir Kusturica - Stanley Kwan |

## L
| - Neil LaBute - John Landis - Fritz Lang - Walter Lang - Claude Lanzmann - Janez Lapajne - Pablo Larraín - David Lean - Patrice Leconte - Ang Lee - Spike Lee - Mike Leigh | - Claude Lelouch - Sergio Leone - Richard Lester - Barry Levinson - Jerry Lewis - Frank Lloyd - Ken Loach - Del Lord | - Ernst Lubitsch - George Lucas - Baz Luhrmann - Sidney Lumet - Ida Lupino - David Lynch - Adrian Lyne - Jonathan Lynn |

## M
| - Guy Maddin - Louis Malle - David Maloney - Luis Mandoki - Joseph Leo Mankiewicz - Anthony Mann - Delbert Mann - Michael Mann - Sophie Marceau - Chris Marker | - George Catlett Marshall - Leo McCarey - John McTiernan - Sam Mendes - Oscar Micheaux - Roger Michell - Lewis Milestone - John Milius - George Miller - Anthony Minghella | - Vincente Minnelli - Hayao Miyazaki - Kenji Mizoguchi - Jacobo Morales - Nanni Moretti - Michael Moore - Russell Mulcahy - Robert Mulligan - F. W. Murnau |

## N
| - Mira Nair - Gregory Nava - Frans Nel - Mike Newell - Lionel Ngakane - Fred Niblo | - Andrew Niccol - Mike Nichols - Jack Nicholson - Rene van Nie - Gaspar Noé - Christopher Nolan | - Steve Norrington - Aaron Norris - Edward Norton - Jehane Noujaim |

## O
| - Pat O'Connor - Alexander Oey - Sidney Olcott - Arthur Omar | - Max Ophuls - Nagisa Oshima | - François Ozon - Jasudžiro Ozu |

## P
| - Georg Wilhelm Pabst - P. Padmarajan - Alan J. Pakula - Alan Parker - Pier Paolo Pasolini - Alexander Payne | - Sam Peckinpah - Arthur Penn - Sean Penn - Dean Parisot - Ewa Petelska - Wolfgang Petersen - Elio Petri | - Maurice Pialat - Roman Polanski - Sydney Pollack - Michael Latham Powell - Otto Preminger - Aiken Veronika Prosenc - Vsevolod Pudovkin |

## Q
| - Richard Quine |

## R
| - Bob Rafelson - Sam Raimi - Harold Ramis - Brett Ratner - Rand Ravich - Nicholas Ray - Satyajit Ray - Robert Redford - Carol Reed - Carl Reiner - Rob Reiner | - Ivan Reitman - Jean Renoir - Alain Resnais - Tony Richardson - Leni Riefenstahl - Suman Rimal - Guy Ritchie - Martin Ritt - Jacques Rivette - Jerome Robbins - Mark Robson | - Robert Rodriguez - Nicolas Roeg - Eric Rohmer - George A. Romero - Stuart Rosenberg - Herbert Ross - Robert Rossen - Roberto Rossellini - Ken Russell - Zbig Rybczynski - Mark Rydell |

## S
| - Gus Van Sant - Geoffrey Sax - John Sayles - Ettore Scola - Tony Scott - Franklin Schaffner - Fred Schepisi - John Schlesinger - Volker Schlöndorff - Joel Schumacher - Reinhold Schünzel | - Martin Scorsese - Ridley Scott - George Seaton - Peter Segal - Mack Sennett - M. Night Shyamalan - Don Siegel - Bryan Singer - Robert Siodmak - Douglas Sirk - Tom Six - Victor Sjöström | - Kevin Smith - Steven Soderbergh - Barry Sonnenfeld - Steven Spielberg - Danijel Sraka - Sylvester Stallone - Jos Stelling - George Stevens - Robert Stevenson - Oliver Stone - Erich von Stroheim - John Sturges - Istvan Szabo |

## Š
| - France Štiglic |

## T
| - Alain Tanner - Danis Tanović - Andrej Tarkovski - Quentin Tarantino - Jacques Tati | - Norman Taurog - John Lee Thompson - George Tillman mlajši - Maurice Tourneur - Joachim Trier | - Lars von Trier - Francois Truffaut - Tom Tykwer |

## U
| - Ron Underwood |  | - Peter Ustinov |

## V
| - Roger Vadim - Luis Valdez - Agnès Varda | - Gore Verbinski - Paul Verhoeven - Dziga Vertov - King Vidor | - Jean Vigo - Denis Villeneuve - Thomas Vinterberg - Luchino Visconti |

## W
| - Andrzej Wajda - Randall Wallace - Raoul Walsh - Vincent Ward - Denzel Washington - John Waters - Peter Weir - Chris Weitz | - Paul Weitz - Orson Welles - Wim Wenders - Lina Wertmueller - James Whale - Bo Widerberg - Billy Wilder - Henry Winkler | - Franz Winzentsen - Robert Wise - Kar-wai Wong - John Woo - Ed Wood - William Wyler |

## X
- Xie Jin

## Y
| - Boaz Yakin | - Yamada Youji | - Zhang Yimou |

## Z
| - Krzysztof Zanussi - Robert Zemeckis | - Fred Zinnemann - Andrzej Zulawski | - Edward Zwick - Terry Zwigoff |